# 西福寺 (茨城県大洗町)
西福寺（さいふくじ）は、茨城県東茨城郡大洗町にある天台宗の寺院。

## 歴史
寛弘年間（1004年 - 1012年）、恵心僧都源信によって開山されたとも、永享年間（1429年 - 1440年）、栄俊によって開山されたともいわれている。
当初は現在の水戸市島田町にあったが、延宝五年（1677年）水戸第2代藩主徳川光圀の命により現在の地に移転し、国役寺とよばれ水戸藩内の天台宗寺院の取り締まりにあたり、水戸十ヶ寺の一つに数えられた。その後2度の火災で焼失し、1891年（明治24年）に再建された本堂が今に残る。
当寺の本尊は阿弥陀如来である。その胎内仏として阿弥陀如来・観世音菩薩・勢至菩薩がある。これら4体ともに茨城県の文化財に指定されている。
境内には北関東三十六不動尊霊場のうち第二十八番札所として不動明王を司った堂があり、「開運のお不動さん」の名で地元の人々から信仰されている。

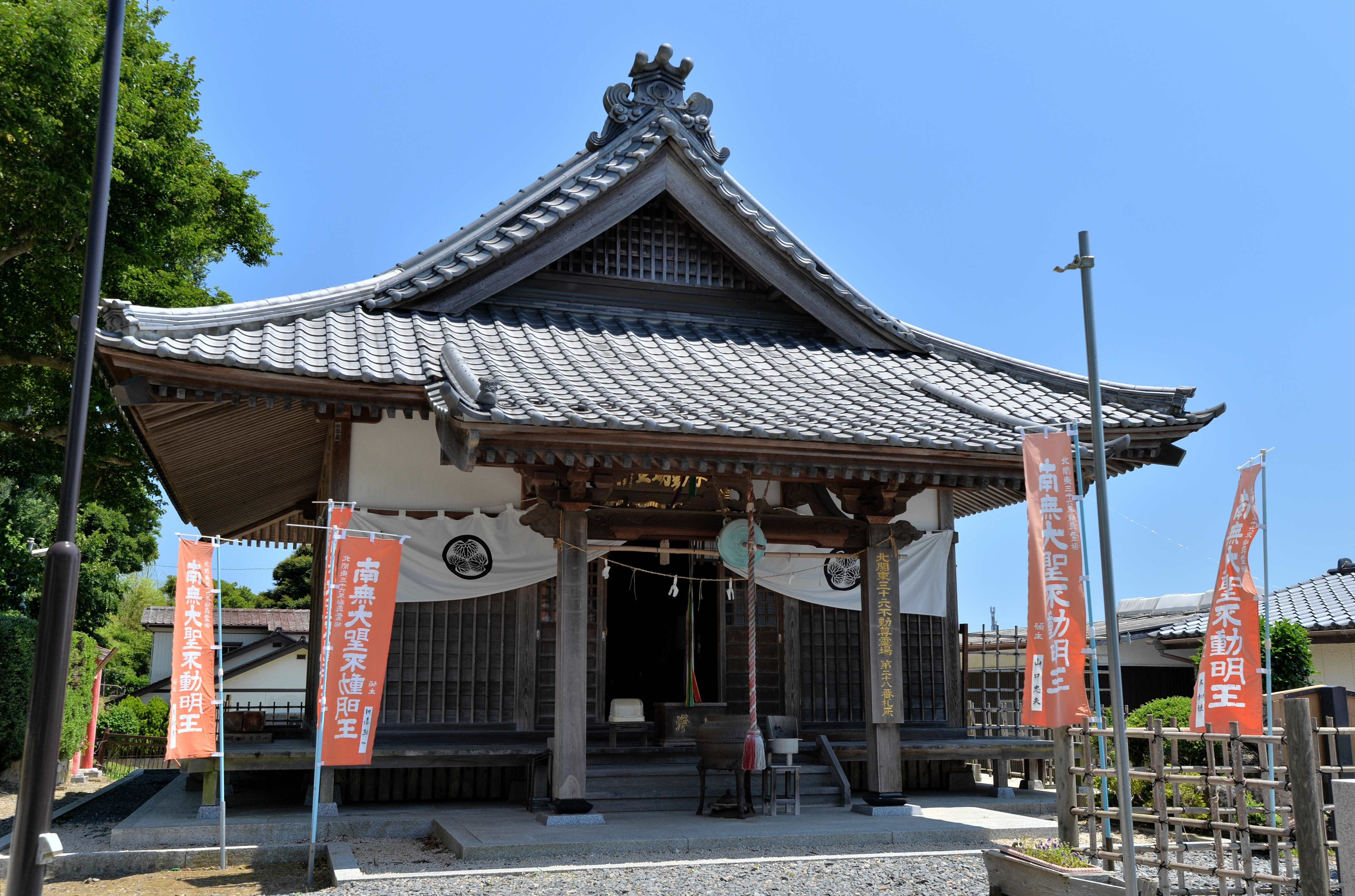
北関東三十六不動尊霊場 第二十八番札所 不動明王堂「開運のお不動さん」

## 文化財
- 木造阿弥陀如来座像（茨城県指定文化財 昭和44年3月20日指定）[4]
- 木造阿弥陀如来座像（茨城県指定文化財 昭和44年3月20日指定）[5]
- 木造観世音菩薩立像（茨城県指定文化財 昭和44年3月20日指定）[6]
- 木造勢至菩薩立像（茨城県指定文化財 昭和44年3月20日指定）[7]

## 交通アクセス
- 大洗駅より徒歩18分。